# John Fowles
John Robert Fowles (født 31. marts 1926, død 5. november 2005) var en engelsk romanforfatter og essayist.
Han blev født i Leigh-on-Sea i Essex i England. Hans far var Robert J. Fowles, en velhavende cigarhandler, og hans mor var Gladys Richards. På New College i Oxford læste han både fransk og tysk og fik en bachelor-grad i fransk. Efter studierne arbejdede han som lærer i Frankrig, Grækenland og England. I Grækenland mødte han sin fremtidige kone, Elizabeth Whitton. 
I 1963 fik han succes med sin første roman Offer for en samler (The Collector). Anerkendelsen betød, at han droppede undervisningen og satsede på en karriere som forfatter.
I 1968 flyttede Fowles til Lyme Regis i Dorset – en by, han siden benyttede som scene i sin roman Den franske løjtnants kvinde (The French Lieutenant's Woman). Det samme år bidrog han til filmatiseringen af Troldmanden (The Magus), en roman fra 1965, der løst var baseret på hans oplevelser i Grækenland. Filmen var ingen succes. Det blev derimod Karel Reisz's filmatisering (med manuskript af Harold Pinter) af Den franske løjtnants kvinde i 1981 med Meryl Streep i en af hovedrollerne. Filmen blev nomineret til en Oscar.
Fowles' mest kendte non-fiktionsværk er måske The Aristos, en samling filosofiske betragtninger. Flere kritikere betrager Fowles som en af ophavsmændene til britisk postmodernisme. 
Efter langt tids sygdom døde Fowles i sit hjem i Lyme Regis 5. november 2005.

## Eksterne links
- Fowlesbooks.com
- John Fowles på Forfatterweb.dk